# Manettia longicalycina
Manettia longicalycina là một loài thực vật có hoa trong họ Thiến thảo. Loài này được Dwyer & Lorence mô tả khoa học đầu tiên năm 1993.